# Karl Habsburg-Lothringen
Karl Habsburg-Lothringen, właśc. Karl Thomas Robert Maria Franziskus Georg Bahnam Habsburg-Lothringen (ur. 11 stycznia 1961 w Starnbergu) – austriacki polityk, od 2007 głowa Domu Habsbursko-Lotaryńskiego, eurodeputowany IV kadencji.

## Życiorys
Od 1982 studiował prawo i filozofię na Universität Salzburg. Od tegoż roku zaangażowany w działalność Paneuropa-Bewegung Österreich, austriackiego oddziału Międzynarodowej Unii Paneuropejskiej. W 1986 stanął na czele organizacji krajowej, a w 1994 wszedł w skład prezydium organizacji międzynarodowej. W latach 1992–1993 prowadził teleturniej Who Is Who wydawany przez telewizję ORF.
W wyborach w 1996 został wybrany do Parlamentu Europejskiego z ramienia Austriackiej Partii Ludowej. W PE zasiadał do 1999, będąc członkiem frakcji chadeckiej. 19 stycznia 2002 objął funkcję dyrektora generalnego Organizacji Narodów i Ludów Niereprezentowanych (UNPO).
31 stycznia 1993 ożenił się z baronówną Francescą Thyssen-Bornemisza, córką barona i przemysłowca Hansa Heinricha Thyssen-Bornemisza. Mają troje dzieci – Eleonore (ur. 1994), Ferdinanda Zvonimira (ur. 1997) i Glorię (ur. 1999). W 2003 małżonkowie ogłosili separację, a kilkanaście lat później rozwiedli się.
30 listopada 2000 został powołany przez ojca na wielkiego mistrza Orderu Złotego Runa. 1 stycznia 2007 Otto von Habsburg zrzekł się na jego rzecz tytułu głowy Domu Habsbursko-Lotaryńskiego.
W 2019 otrzymał Medal Zasługi dla Republiki Macedonii Północnej.

## Genealogia
| Genealogia               | Genealogia                                                                             | Genealogia                                                                            | Genealogia                                                                                     | Genealogia                                                                                             | Genealogia                                                                                       | Genealogia                                                                                  | Genealogia                                                                        | Genealogia                                                                      |
| ------------------------ | -------------------------------------------------------------------------------------- | ------------------------------------------------------------------------------------- | ---------------------------------------------------------------------------------------------- | --- | ------------------------------------------------------------------------------------------------ | ------------------------------------------------------------------------------------------- | --------------------------------------------------------------------------------- | ------------------------------------------------------------------------------- |
| Prapradziadkowie         | arcyksiążę Karol Ludwik Habsburg (1833–1896) ∞1862 Maria Annunziata Burbon (1843–1871) | król Saksonii Jerzy I Wettyn (1832–1904) ∞1859 Maria Anna Bragança (1843–1884)        | książę Parmy Karol III Parmeński (1823–1854) ∞1845 Louise d’Artois (1819–1864)                 | król Portugalii Michał I Bragança (1802–1866) ∞1851 Adelajda Löwenstein-Wertheim-Rosenberg (1831–1909) | książę Saksonii-Meiningen Jerzy II (1826–1914) ∞1858 Feodora zu Hohenlohe-Langenburg (1839–1872) | Ernst zur Lippe-Biesterfeld (1842–1904) ∞1869 Caroline von Wartensleben (1844–1905)         | Maximilian Friedrich von Korff (1820–1889) ∞1851 Gabriele von Mirbach (1831–1892) | Richard von Hilgers (1829–1904) ∞1866 Agnes Zernentsch (1845–1909)              |
| Pradziadkowie            | arcyksiążę Otto Franciszek Habsburg (1865–1906) ∞1886 Maria Józefa Wettyn (1867–1944)  | arcyksiążę Otto Franciszek Habsburg (1865–1906) ∞1886 Maria Józefa Wettyn (1867–1944) | książę Parmy i Piacenzy Robert Parmeński (1848-1907) ∞1884 Maria Antonina Bragança (1862–1959) | książę Parmy i Piacenzy Robert Parmeński (1848-1907) ∞1884 Maria Antonina Bragança (1862–1959)         | Friedrich von Sachsen-Meiningen (1861–1914) ∞1884 Adelheid zu Lippe-Biesterfeld (1870–1948)      | Friedrich von Sachsen-Meiningen (1861–1914) ∞1884 Adelheid zu Lippe-Biesterfeld (1870–1948) | Alfred von Korff (1856–1936) ∞1893 Helene von Hilgers (1868–1963)                 | Alfred von Korff (1856–1936) ∞1893 Helene von Hilgers (1868–1963)               |
| Dziadkowie               | cesarz Austrii Karol I Habsburg (1887–1922) ∞1911 Zyta Burbon-Parmeńska (1892–1989)    | cesarz Austrii Karol I Habsburg (1887–1922) ∞1911 Zyta Burbon-Parmeńska (1892–1989)   | cesarz Austrii Karol I Habsburg (1887–1922) ∞1911 Zyta Burbon-Parmeńska (1892–1989)            | cesarz Austrii Karol I Habsburg (1887–1922) ∞1911 Zyta Burbon-Parmeńska (1892–1989)                    | Georg von Sachsen-Meiningen (1892–1946) ∞1919 Klara-Marie von Korff (1895–1992)                  | Georg von Sachsen-Meiningen (1892–1946) ∞1919 Klara-Marie von Korff (1895–1992)             | Georg von Sachsen-Meiningen (1892–1946) ∞1919 Klara-Marie von Korff (1895–1992)   | Georg von Sachsen-Meiningen (1892–1946) ∞1919 Klara-Marie von Korff (1895–1992) |
| Rodzice                  | Otto von Habsburg (1912–2011) ∞1951 Regina von Sachsen-Meiningen (1925–2010)           | Otto von Habsburg (1912–2011) ∞1951 Regina von Sachsen-Meiningen (1925–2010)          | Otto von Habsburg (1912–2011) ∞1951 Regina von Sachsen-Meiningen (1925–2010)                   | Otto von Habsburg (1912–2011) ∞1951 Regina von Sachsen-Meiningen (1925–2010)                           | Otto von Habsburg (1912–2011) ∞1951 Regina von Sachsen-Meiningen (1925–2010)                     | Otto von Habsburg (1912–2011) ∞1951 Regina von Sachsen-Meiningen (1925–2010)                | Otto von Habsburg (1912–2011) ∞1951 Regina von Sachsen-Meiningen (1925–2010)      | Otto von Habsburg (1912–2011) ∞1951 Regina von Sachsen-Meiningen (1925–2010)    |
| Karl Habsburg-Lothringen |                                                                                        |                                                                                       |                                                                                                | |                                                                                                  |                                                                                             |                                                                                   |                                                                                 |